# Schloss Arnsberg

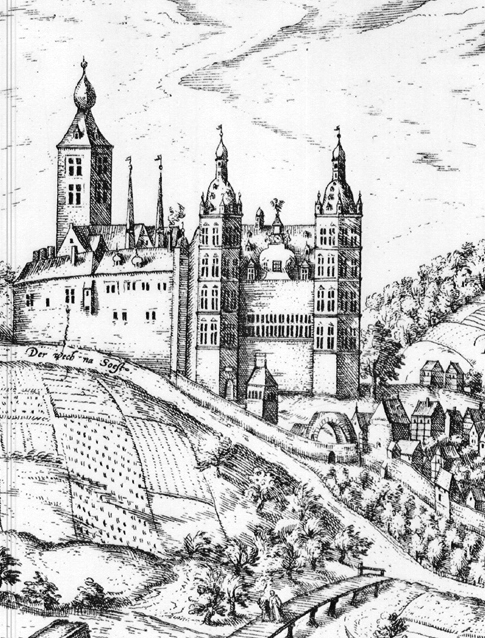
Salentinbau nach Braun-Hogenberg um 1570

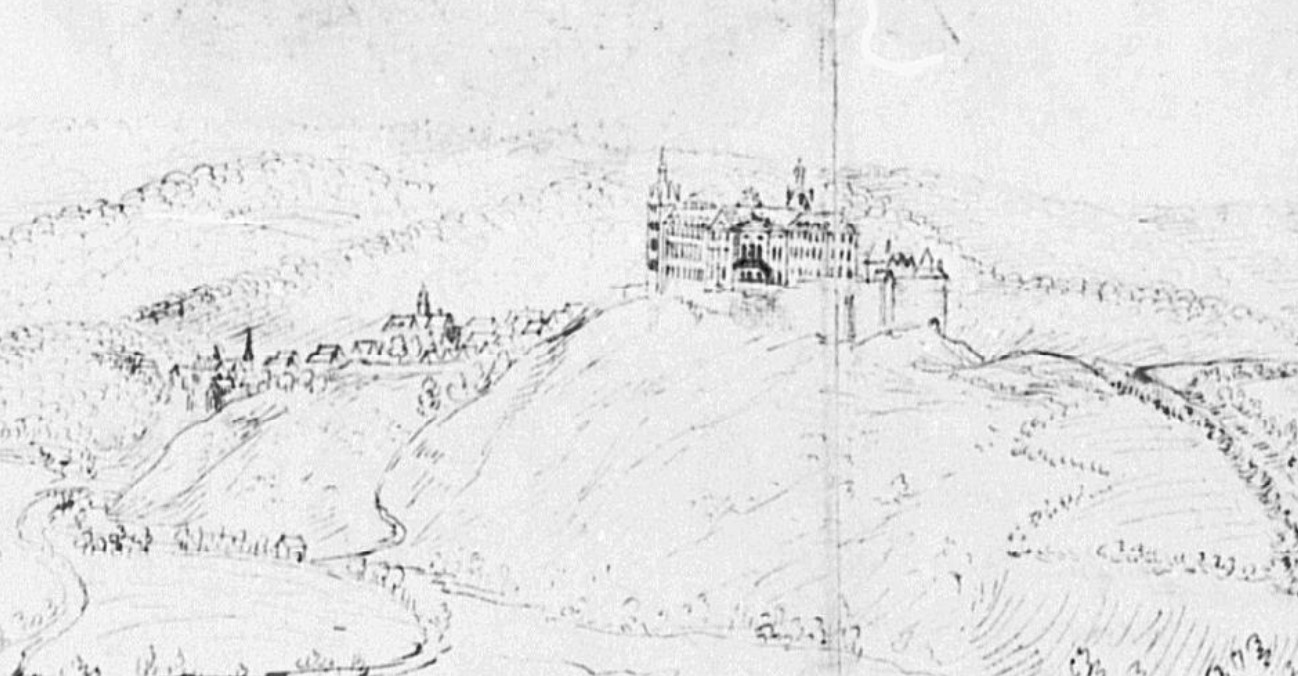
Schloss Arnsberg (Clemens-August Bau) nach Renier Roidkin Mitte 18. Jahrhundert

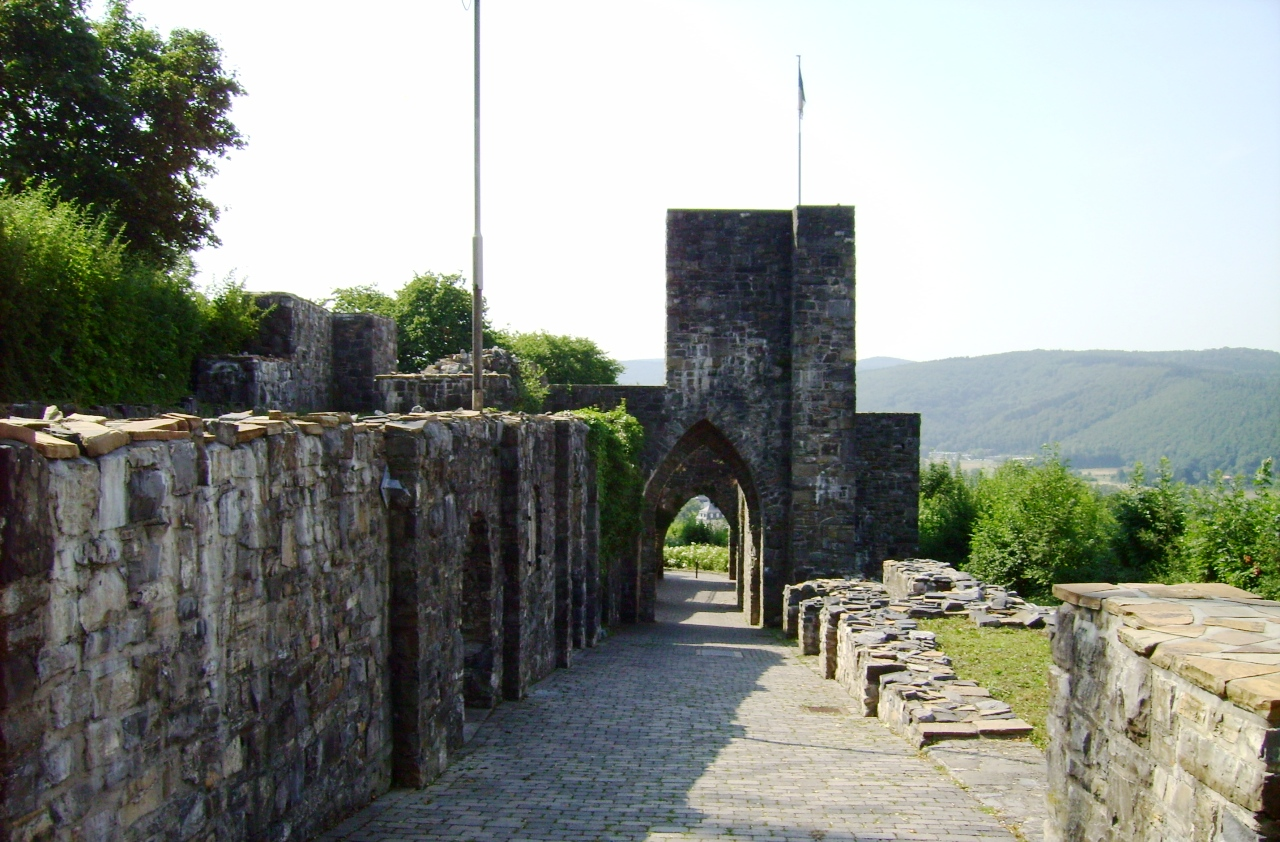
Heutiger Zustand mit fälschlich gotisch rekonstruierten Torbögen in der Durchfahrt im früheren Westturm

Das Schloss Arnsberg auf dem 256 m hohen Schlossberg in Arnsberg, Nordrhein-Westfalen wurde als Burg von den Grafen von Werl-Arnsberg wohl in der Zeit um 1100 angelegt. Sie diente nach der Verlegung des Hauptsitzes den Grafen von Arnsberg bis 1368 als Wohnsitz. Mit dem Übergang der Grafschaft in den Besitz der kölnischen Erzbischöfe und späteren Kurfürsten wurde sie Herrschaftszentrum des Herzogtums Westfalen. Dort residierten die Kurfürsten bei ihren Besuchen, dort hatte der Landdrost als Statthalter seinen Sitz und dort fanden teilweise auch die Landtage statt. Kurfürst Salentin von Isenburg ließ die Burg um 1575 im Stil der Renaissance umgestalten. Unter Maximilian Heinrich kam es 1654 zu einem weiteren Umbau. Eine grundlegende Umgestaltung im Stil des Barock erfuhr der Bau seit 1739 unter Kurfürst Clemens August durch den Baumeister Johann Conrad Schlaun. Im Siebenjährigen Krieg wurde das Schloss 1762 zerstört. Heute ist die Anlage eine Ruine.

## Entwicklung und Baugeschichte
Die Entwicklung und Baugeschichte der Anlage ist durch künstlerische Darstellungen, Pläne und Beschreibungen erst seit dem 16. Jahrhundert genauer nachvollziehbar. Nur eine größer angelegte archäologische Untersuchung könnte Aufschlüsse über die früheren Bauabschnitte liefern. Grabungen im Jahr 2023 erbrachten mittelalterliche Mauerstrukturen, die möglicherweise zu einer frühen Ringmauer gehörten.

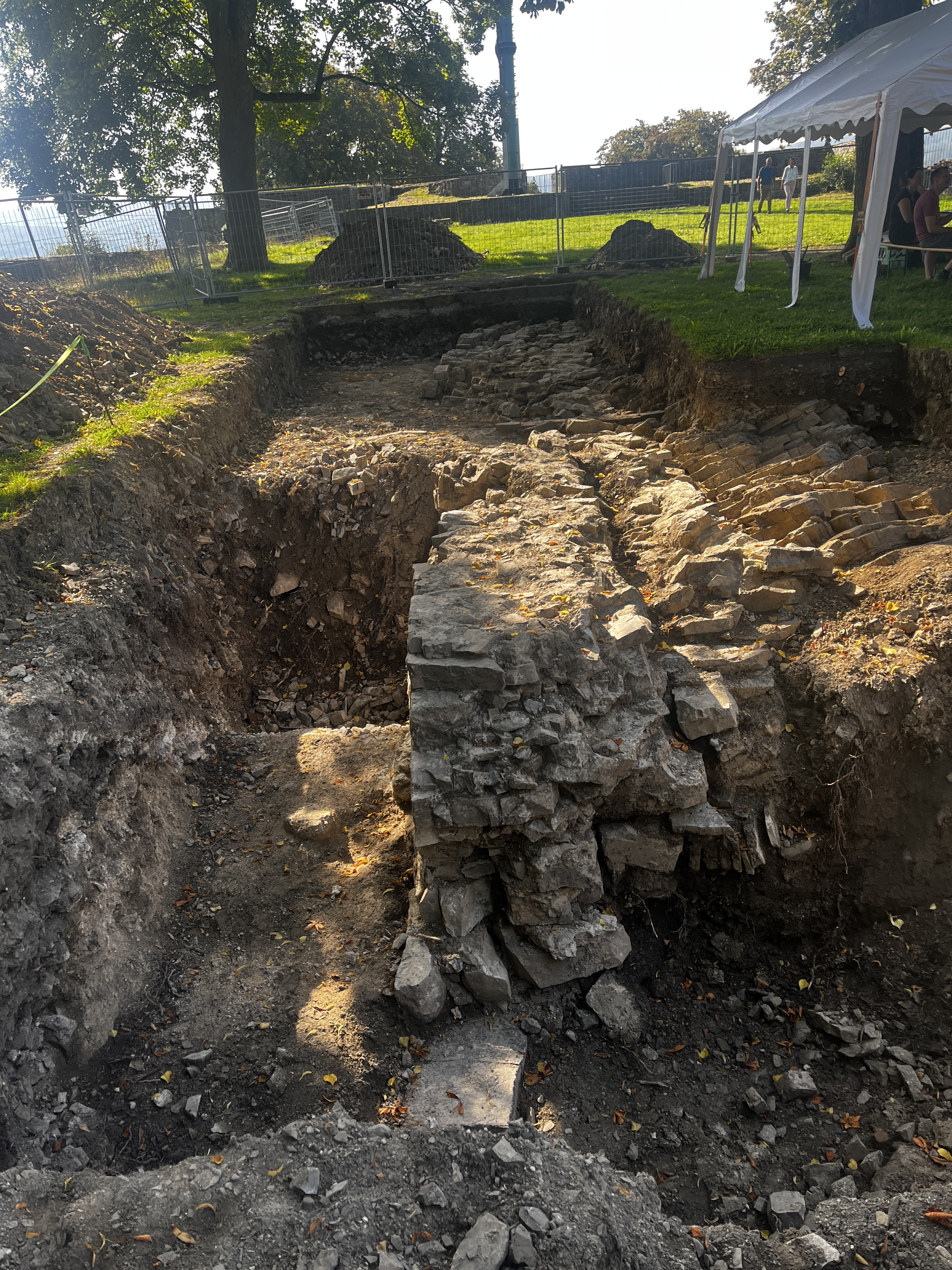
Grabungen Schlossberg Arnsberg 2023

### Grafenburg
Die Frühzeit der Anlage liegt weitgehend im Dunkeln. Um 1060 baute Bernhard II. die sogenannte alte Burg, auch Rüdenburg genannt, auf einem Berg am Zusammenfluss von Walpke und Ruhr. Konrad II. verlegte zwischen 1070 und 1080 den Sitz der Grafen von Werl nach Arnsberg. Früher wurde ihm auch der Bau der Grafenburg auf dem Berg gegenüber der Rüdenburg zugeschrieben. Als Entstehungsjahr wurde 1077 angegeben. Heute wird die Verlegung des Grafensitzes von Werl nach Arnsberg dem Grafen Friedrich dem Streitbaren in der Zeit um 1100 zugerechnet.
Im Jahr 1102 wurde eine Burg im Bereich des heutigen Arnsberg durch Erzbischof Friedrich I. von Köln zerstört, da sich Graf Friedrich während des Investiturstreits auf Seiten von Kaiser Heinrich IV. gestellt hatte. Nach Leidinger handelte es sich dabei um die Rüdenburg, nicht wie in der älteren Literatur angegeben um die Grafenburg.
Eine weitere Zerstörung fand 1166 unter der Herrschaft von Graf Heinrich I. statt, dessen Ermordung seines Bruders einen Sühnefeldzug Heinrichs des Löwen auslöste. Eine dritte Zerstörung erfolgte 1366 während einer Fehde von Graf Gottfried IV. mit dem Grafen Engelbert III. von der Mark. In beiden Fällen wurde die Burg wieder aufgebaut.
Über das Aussehen der mittelalterlichen Burg ist nur wenig bekannt. Wahrscheinlich hat schon damals ein mit starken Ecktürmen versehener Hauptbau den Burgbereich nach Süden abgeschlossen. Erste Hinweise auf eine Burgkapelle stammen aus dem Jahr 1114. Die Burg war Keimzelle der aus einer kleinen Burgmannen- und Handwerkersiedlung hervorgegangenen Stadt Arnsberg. Die Burg selbst war Wohn- und Herrschaftsmittelpunkt der Grafschaft Arnsberg. In zwei Urkunden aus den Jahren 1259 und 1270 wird eine aurea caminata (eine goldene Kemenate) erwähnt, was für eine teilweise repräsentative Ausstattung spricht. Auch der Neubau einer dreischiffigen Kapelle und der Grundriss des Hauptturms sind Hinweise auf eine prachtvolle Anlage.

### Salentin-Bau

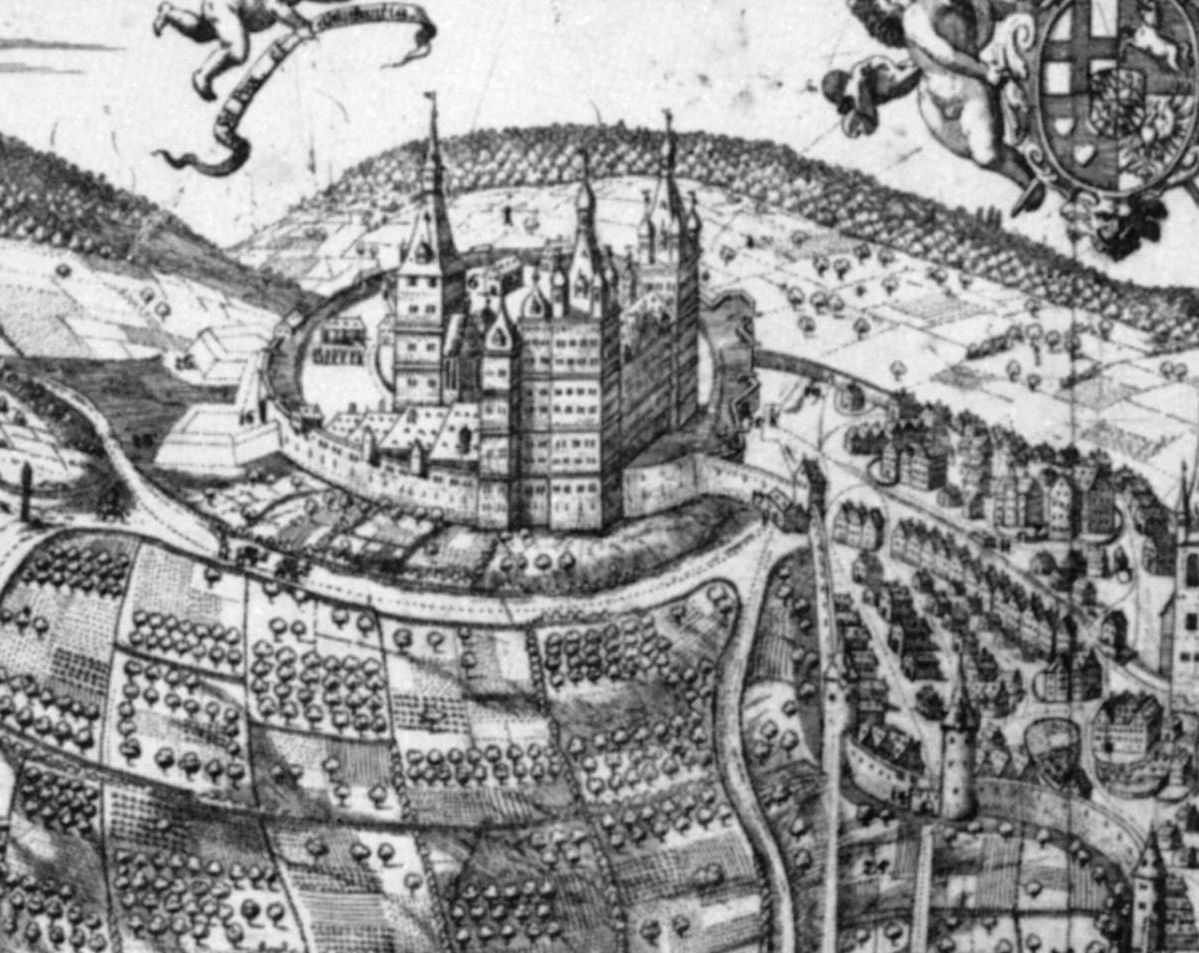
Max-Heinrich-Bau nach Christoph Metzger 1669

Nach dem Verkauf der Grafschaft Arnsberg an Kurköln im Jahr 1368 diente die Burg als Wohnsitz der Erzbischöfe von Köln, wenn diese das Herzogtum Westfalen besuchten. Während der Soester Fehde (1444–1449) befand sich dort der Hauptstützpunkt der Truppen von Erzbischof Dietrich von Moers. In der folgenden Zeit wurde Bau nur wenig genutzt und verfiel.
Am baulichen Zustand änderte sich zunächst nichts. Dies änderte sich erst als unter Kurfürst Salentin von Isenburg im Jahr 1575 eine Umgestaltung durchgeführt wurde. Dabei blieb der wehrhafte Grundcharakter, der auch bei den folgenden Bauten nie ganz verloren ging, erhalten. Die Umgestaltung beschränkte sich darauf Dach und Holzwerk der Burg abzutragen und die Mauern auch aus Kostengründen weiter zu verwerten und zu integrieren. Die Pläne für den Umbau stammten von dem Baumeister Laurenz von Brachum. Wahrscheinlich war dessen Sohn, der in den Quellen auch als Johannes von Arnsberg erscheint, der eigentliche Bauausführende. Beratend wurden auch die Baumeister des Herzogs von Jülich und des Landgrafen von Hessen-Kassel Hans Wezel hinzugezogen. Zur Zeit der Abdankung Salentins war der Bau noch nicht abgeschlossen. Auch unter dessen Nachfolgern Gebhard I. von Waldburg, Ernst von Bayern und Ferdinand von Bayern ist weiter am Schloss gebaut worden.

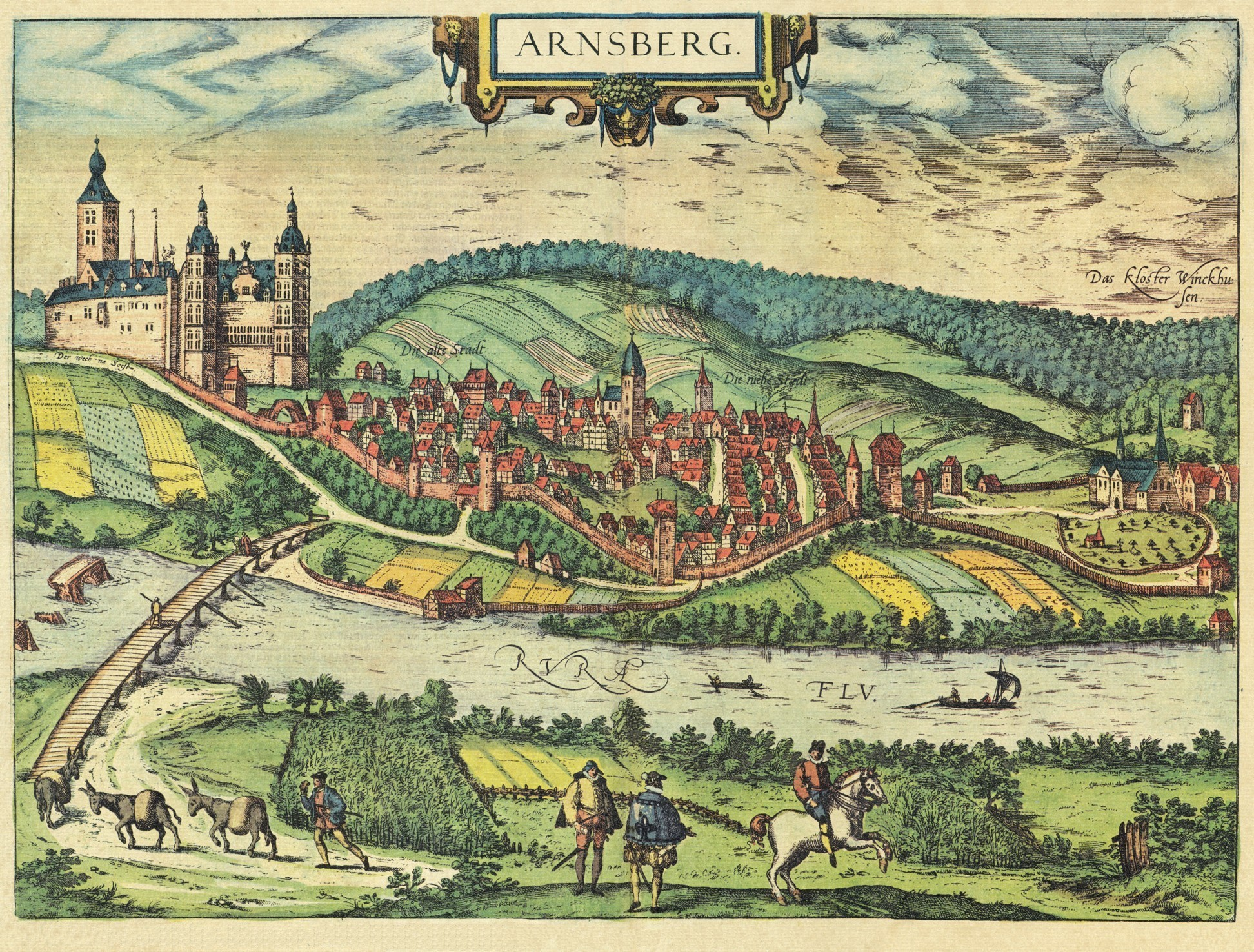
Burg und Stadt 1588

Eine um 1653 angefertigte Karte, gibt daher zumindest im Ansatz auch die Gestalt der mittelalterlichen Burg wieder. Von der Stadt aus kommend, ermöglichte ein Durchlass den Zugang zum Bereich der Burg. Weiter den Berg hinauf befand sich ein zwischen Vorwerks- und Batteriebefestigungen befindliches Torhaus. An weiteren Vorbefestigungen vorbei, durchschritt der Besucher ein Tor im westlichen Turm und gelangte in den Hof der Burganlage. Dieser war bis auf einen Bereich im Osten fast gänzlich von Baulichkeiten umgeben. Im Westen befand sich der Amtssitz des Landdrosten, also des Vertreters des Landesherren im Herzogtum Westfalen. In der Mitte des Burghofes mit einem Ausmaß von 130 × 60 m lag die Burgkapelle, die mit dem Landdrostenflügel durch einen Gang verbunden war. Direkt mit der Kapelle verbunden war der Bergfried, auch weißer Turm genannt. Dieser überragte die gesamte Anlage. Turm und Kapelle waren noch von einer Mauer umgeben, in die noch ein Gebäude unbekannten Zwecks angefügt war. Im Nördlichen Teil befanden sich wahrscheinlich Wirtschaftsgebäude. Dort befand sich mit der Galgenpforte ein weiteres kleines Tor nach Norden. Daran schlossen sich weitere Gebäude wie ein Brauhaus, eine nach Norden gerichtete Batterie und der Pulverturm an. Im Osten befanden sich wahrscheinlich Marstall mit Stallungen und weiter südlich davon ein Schlacht- und Brunnenhaus. Der Brunnen wurde zur Zeit Salentins im Jahr 1576 angelegt. Er ist 43 m tief in den Fels des Schlossberges getrieben. Ein kurzer Ostflügel lehnte sich an das Hauptgebäude an. Dieses befand sich zwischen dem schon erwähnten West- und einem Ostturm. Beide Türme waren vier Stockwerke hoch. Dem Ostturm vorgelagert war noch ein Befestigungswerk mit einem weiteren Gebäuden, dass vielleicht als Wachthaus gedient hatte. Der Hauptbau wurde architektonisch repräsentativ umgestaltet. Er enthielt im ersten Stock einen großen Festsaal (38 m × 19 m), dessen Trägerwerk – zu dieser Zeit ungewöhnlich – aus Eisen bestand. Insbesondere die Schlosskapelle war prächtig ausgestattet. Insgesamt führte ein zeitgenössisches Inventar des Oberkellners Hermann Dücker neunundvierzig Räumlichkeiten auf. Darunter war auch eine Schlossbibliothek und eine Kammer für Jesuiten.

### Maximilian-Heinrich-Bau

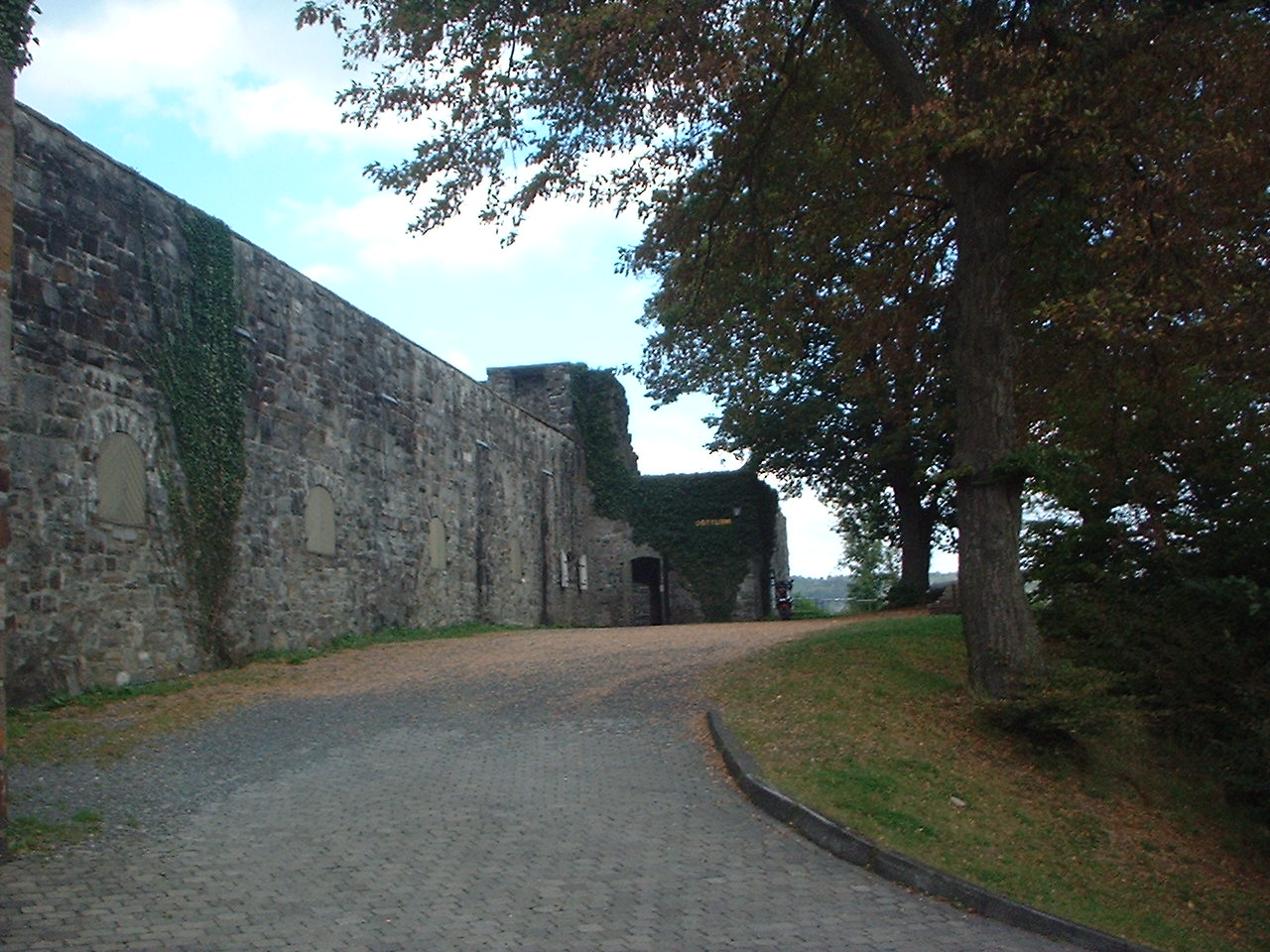
Untergeschoss des Hauptbaus. Im Hintergrund Reste des Ostturmes

In den folgenden Jahrzehnten trug nicht zuletzt der Dreißigjährige Krieg zum Verfall der Anlage bei, ehe unter Kurfürst Maximilian Heinrich ab 1654 zunächst eine Instandsetzung und später eine erneute Umgestaltung stattfand. Unmittelbar nach seinem Amtsantritt befahl er den dazu verpflichteten Klöstern Wedinghausen und Rumbeck die verfallene Wasserkunst wieder in Stand zu setzen. Nicht ganz klar ist, wann die Wasserkunst ursprünglich angelegt worden war. Wenig wahrscheinlich ist, dass sie auf die Zeit Salentins zurückgeht, hat dieser doch den Brunnen vertiefen lassen. Ebenso wurde frühzeitig mit der Verbesserung der Verteidigungsanlagen begonnen. Die drei Geschützbatterien vor dem Ost- und Westturm sowie im Norden wurden mit teils unterirdischen Vorwerken versehen ausgebaut.
Geleitet wurde die eigentlichen Umbauarbeiten von dem Waldecker Baumeister Hans Deger. Dieser legte Anfang 1661 erste Entwürfe vor. Nach Änderungswünschen durch den Kurfürsten begannen die Baumaßnahmen mit dem Westturm. Es folgte der Mittelbau. Etwa ein Jahr später waren die Baumaßnahmen beendet.
Die beiden Ecktürme wurden ausgebaut. Im westlichen Turm hatten die oberen Stockwerke jeweils sechs Zimmer. Darunter war auch das kurfürstliche Hauptzimmer. Dieses enthielt statt hölzerner Dielen einen Boden aus zierlichen Quadersteinen. Auch wurden Fenster und Türen erweitert. Ähnlich wurde auch der andere Turm umgestaltet. Im Bereich des Hauptbaus wurden von dem großen Saal vier Räume abgetrennt, die als Antichambre, Audienz- und Garderobenräume dienten. Der Boden wurde mit Steinen belegt. Über dem Saal entstand eine Galerie mit acht bewohnbaren Zimmern mit Kamin und Ofen. Unter dem Stockwerk mit dem Saal befanden sich fünf Kreuzgewölbe. Dort waren die Küche, Dispens, Weinschrank, Backkammer, Silberkammer und ähnliche Räumlichkeiten untergebracht.
Am äußeren Bild des Salentinbaus änderte sich kaum etwa. Insbesondere die Gebäude nördlich des Hauptbaues änderte sich kaum etwas. Man unterschied nunmehr ein neues und altes Gebäude. Insgesamt gab es nunmehr 68 Räumlichkeiten. Besonders prunkvoll unter anderem mit vergoldeten Ledertapeten und Seidenbespannungen waren die kurfürstlichen Räumlichkeiten. das Audienzzimmer und seines Vertrauten Franz Egon von Fürstenberg ausgestattet. Um seinen alchemistischen Neigungen nach gehen zu können, ließ der Kurfürst auch ein Labor und eine Apotheke einrichten.
Auch nach der Fertigstellung gab es weiterhin Probleme. Erste Renovierungsarbeiten waren schon 1670 nötig geworden. In den noch aus dem Mittelalter stammenden Weißen Turm ist zwischen 1660 und 1683 dreimal der Blitz eingeschlagen. Dadurch waren teilweise erhebliche Schäden entstanden. Im Jahr 1685/86 kam es zu einer Renovierung des Turms. Dabei wurden baufällige angrenzende Baulichkeiten abgerissen und für den so größer gewordenen Schlossplatz wurden Gestaltungsentwürfe angefertigt. Als nicht mehr zu retten erwies sich das Obergeschoss der angrenzenden Schlosskapelle. Die dabei entstandenen Zeichnungen zeigen den einzig bekannten Grundriss von Turm und Kapelle. Diese hatte einen abgeflachten Rundchor und war mit vier Stützpfeilern versehen. Ursprünglich war die Kapelle doppelgeschossig. Eine Kapelle war für die Bediensteten und die andere Kapelle für die Burgherren gedacht. Das Obergeschoss war erst im 16. Jahrhundert profaniert worden.
In den letzten Jahren der Herrschaft von Maximilian Heinrich waren weitere Arbeiten am Schloss nötig, um einen Verfall aufzuhalten. Ähnlich auch die Situation unter Joseph Clemens von Bayern. Unter anderem machte der Weiße Turm weiter Sorgen. Im Jahr 1700 wurde ein Turm des Hauptbaus durch Brand beschädigt. Auch im Jahr 1711 brannte es im Schloss. Die Ringmauer und verschiedene Nebengebäude erwiesen sich als zunehmend baufällig. Nach einigen Notmaßnahmen kam es 1717 zu einer gründlichen Bauuntersuchung unter Beteiligung des Baumeisters Lambert Friedrich Corfey. Diese ergeb massive Schäden. Eine entsprechend umfangreiche und kostenintensive Sanierung unterblieb jedoch. Auf den schlechten Bauzustand hat unter anderem der Oberkellner des Herzogtums Westfalen Bernhard Adolf von Dücker 1718 aufmerksam gemacht. Er wies darauf hin, dass die Witterung des Winters die Situation noch verschlechtert hätten. Die Decken seien durchgeregnet und abgefallen und die Balken. Er befürchtete, dass der nächste Landtag nicht im Schloss stattfinden könnte. Um 1720 machte der Landdrost Ferdinand Caspar von Droste sowie der Oberkellner Bernd Adolf von Dücker Vorschläge, die mit dem Abriss maroder Gebäude und der Errichtung einer barocken Dreiflügelanlage die weitere Entwicklung bereit im Kern skizzierten. Ein weiterer Brand ereignete sich 1723.

### Clemens-August-Bau

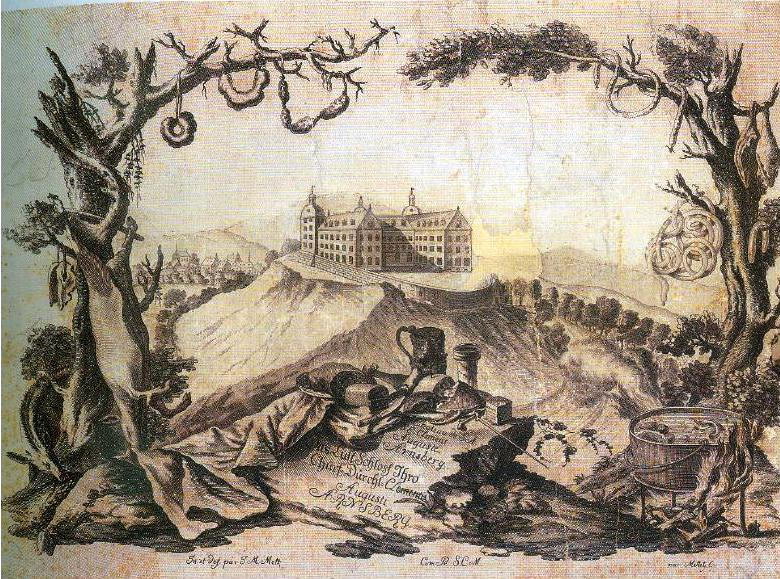
Schloss Arnsberg 1757 von Nordosten

Der Nachfolger Clemens August von Bayern fand daher einen Bau vor, der zumindest in Teilen einer Ruine glich. In der Folge entschloss sich Clemens August zu einer Wiederherstellung, die mit einer starken Umgestaltung einherging. Ein beträchtlicher Teil der Kosten wurde von den Landständen getragen. Erste Mittel wurden noch unter Joseph Clemens bewilligt. Im Jahr 1723 folgte erneut eine Bewilligung von 10.000 Talern nur für den Schlossbau.
Diese fand ab 1729/30 durch den bedeutenden Barockarchitekten Conrad von Schlaun statt. Die Arbeiten waren wahrscheinlich 1743 mit der Weihe der Schlosskapelle abgeschlossen. Die meisten Seiten- und Nebengebäude wurden abgerissen. Dazu zählten auch die alte Kapelle, der Bergfried und der Landdrostenflügel. So entstand eine große Fläche nördlich des Hauptbaus, die mit einer einfachen Mauer umschlossen wurde. Nur im Nordwesten blieben einige Nebenbauten stehen. Der Hauptbau mit den beiden Ecktürmen blieb in der Grundsubstanz wahrscheinlich weitgehend erhalten. Der Hauptbau war etwa 36,30 m breit und 21,5 m tief. Das untere Geschoss bestand aus einem Tonnengewölbe mit einer Höhe von 5,50 m, es folgte ein Zwischengeschoss mit einem Kreuzgewölbe in der gleichen Höhe. Der große Saal darüber war etwa 7,50 m hoch. Mit verschiedenen Zwischendecken kommt man ohne Dach auf eine Höhe von 20 m. Die 16 × 16 m messenden Türme erhielten halbrunde Kuppeln und wurden von einer Dachlaterne gekrönt. Die eigentlichen Türme waren 27 m hoch. Mit Dach und Laterne waren sie etwa 50 m hoch. An den Hauptbau wurden zwei Seitenflügel in Richtung Norden angebaut. Diese waren etwa 30 m lang und 14 m breit. Diese Flügel hatten im Bereich des Hofes drei Stockwerke über einem Kellergeschoss. Im östlichen Flügel befand sich die Schlosskapelle. Insgesamt machte die bewohnbare Fläche des Schlosses ohne Keller- und Dachgeschoss 3500 m² aus. Es entstand so eine repräsentative, symmetrische, dreiflügelige Barockanlage. Der Eingang erfolgte von der Hofseite über eine prächtige Freitreppe. Davon haben sich Entwurfszeichnungen Schlauns erhalten.
Der Mittelpunkt des Schlosses war nach wie vor der große Saal mit zwei großen Kaminen. In diesem fand eine große Prozession genug Platz um eine Predigt anzuhören. An den Wänden befanden sich venezianische Tapeten. Im Saal hingen sechs große Gemälde mit Jagdszenen sowie vierzehn Porträtbilder. Darunter waren die Abbilder der letzten fünf Kölner Kurfürsten, von Mitgliedern des Hauses Wittelsbach und des Kaisers Ludwig der Bayer. Der Saal wurde von elf großen Kronleuchtern und vierundzwanzig Wandleuchtern erhellt. Er enthielt zwölf Tafeltische, einen Musikantentisch und sechzig Sessel. Das Billardzimmer enthielt neben dem Billardtisch auch mehrere Spieltische. Das kurfürstliche Schlafgemach hatte an den Wänden gelbseidene Damasttapeten. Aus ähnlichem Stoff bestand auch der Betthimmel. Es gab Tische mit Einlegearbeiten, Kommoden, einen Spieltisch und kostbaren Spiegel. Daneben gab es ein Schreibkabinett und ein Betzimmer. Im Speisesaal hing ein Bild von Karl dem Großen. Daneben gab es weitere Räume, darunter ein Audienzzimmer und ein Garderobenzimmer. Dort wurde auch der Westfälische Landständepokal aufbewahrt. Die in einem Seitenflügel untergebrachte Kapelle verfügte über vier Bänke, einen Altar mit einem Muttergottesbild und weitere Bildnisse. Hinzu kamen insbesondere in den Seitenflügel Räume für das Gefolge, die Bediensteten, verschiedene Beamte sowie Küchen- und Wirtschaftsräume.

### Zerstörung des Schlosses
Während des Siebenjährigen Krieges wurde das Schloss im Jahre 1762 durch preußische und hannoversche Truppen unter Befehl des Erbprinzen Ferdinand von Braunschweig in Brand geschossen und zerstört, um eine mit Kurköln verbündete französische Besatzung von 200 Mann zur Übergabe zu bringen.

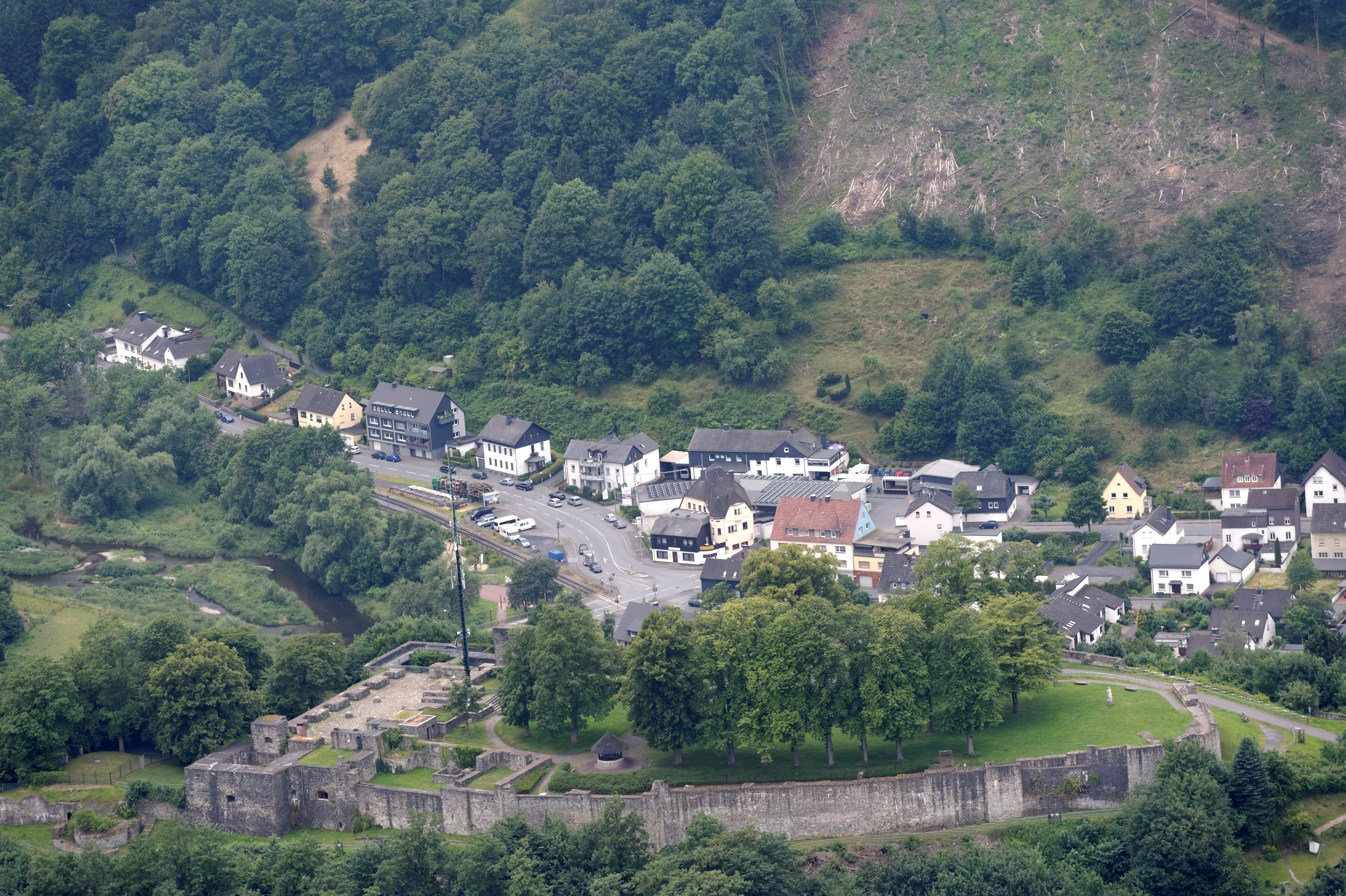
Blick auf die Schlossruine

„Am 16. wurde die Stadt und das churfürstliche Schloss rund umher eingeschlossen. Am 17. errichteten sie ihre Batterien, zu welcher Arbeit sie alle in der Gegend zu findenden Weibspersonen nöthigten. In einer Nacht wurden sie damit fertig; am 18. forderten sie nochmals das Schloss auf, und nachdem der französische Kommandant, Herr v. Muret, ihr Verlangen nicht einwilligen konnte, noch möchte, so fing am 19. des Morgens das Bombardement an. Es wurde mit solcher Wuth fortgesetzt, dass bereits um den Mittag 1200 Bomben und über 2000 schwäre Kanonenschüß auf das Schloss und die Stadt geschehen wären. Der Commandant nebst seiner wenigen Garnison thaten die rhümlichste und Heldenmüthigste Gegenwehr, und verhinderte bis diese Stunde, dass der dadurch hin und wieder entstandene Brand nicht um sich fressen konnte, wonächst aber, da die Feinde sahen, dass der Commandant nicht zu bemeistern ware, ließen sie mit lauter glüenden Kugelen und Carcassen von Pech, Schwegel und sonst zündenden Materialien auf uns zu setzen, welches die tapfere Garnison drei ganz ganze Stunde lang aushielte. Da aber nun kein Ort im ganzen Schloße, der nicht in hellen Flammen stund, übrig ware, und der Commandant seine treue Garnison der Wuth der Flammen nicht aufopfern konnte, hat er sich endlich am 19. des Nachmittags 3 Uhr ergeben. Die französische Garnison bestand aus 200 Mann; welche mit allen Kriegs-Honneurs abzoge, und über Wipperförde theils nach Cöllen, theils nach Dusseldorf abginge. […] Der Hannoversche Herr Gen.-Lieut. von Bock hingegen bezoge wiederum den mehrst unter Glut und Asche liegenden Ort, und sahe an, dass die noch unbeschädigten Häuser ausgeplündert wurden.“
Aus den Steinen wurde später an anderer Stelle ein Zuchthaus gebaut, das in preußischer Zeit als Sitz des Regierungspräsidenten diente und heute das Arnsberger Verwaltungsgericht beherbergt.

### Die Ruine im Wandel

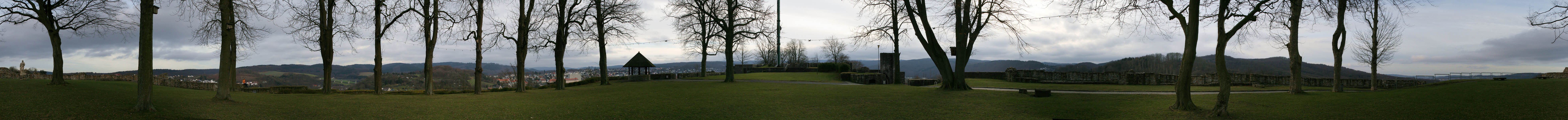
Panoramaaufnahme im Schlosshof

Die Schlossanlage selbst ist seither Ruine. Unter anderem vom Düsseldorfer Gartenarchitekten Maximilian Friedrich Weyhe wurde das Schlossberggelände 1818–21 im Sinne der Romantik zu einem Landschaftspark umgestaltet. Etwas später wurden einige der ursprünglichen Rundbögen der Ruine im gotischen Stil wiedererrichtet. Der Pfarrer und Dichter August Friedrich Georg Disselhoff soll auf der Arnsberger Schlossruine das Lied Nun ade, du mein lieb Heimatland gedichtet haben. Daran erinnert eine Erinnerungstafel. Im Jahr 1897 wurden die Ruinen freigelegt und gesichert. Um 1914 erfolgte eine Dokumentation der noch vorhandenen Reste.

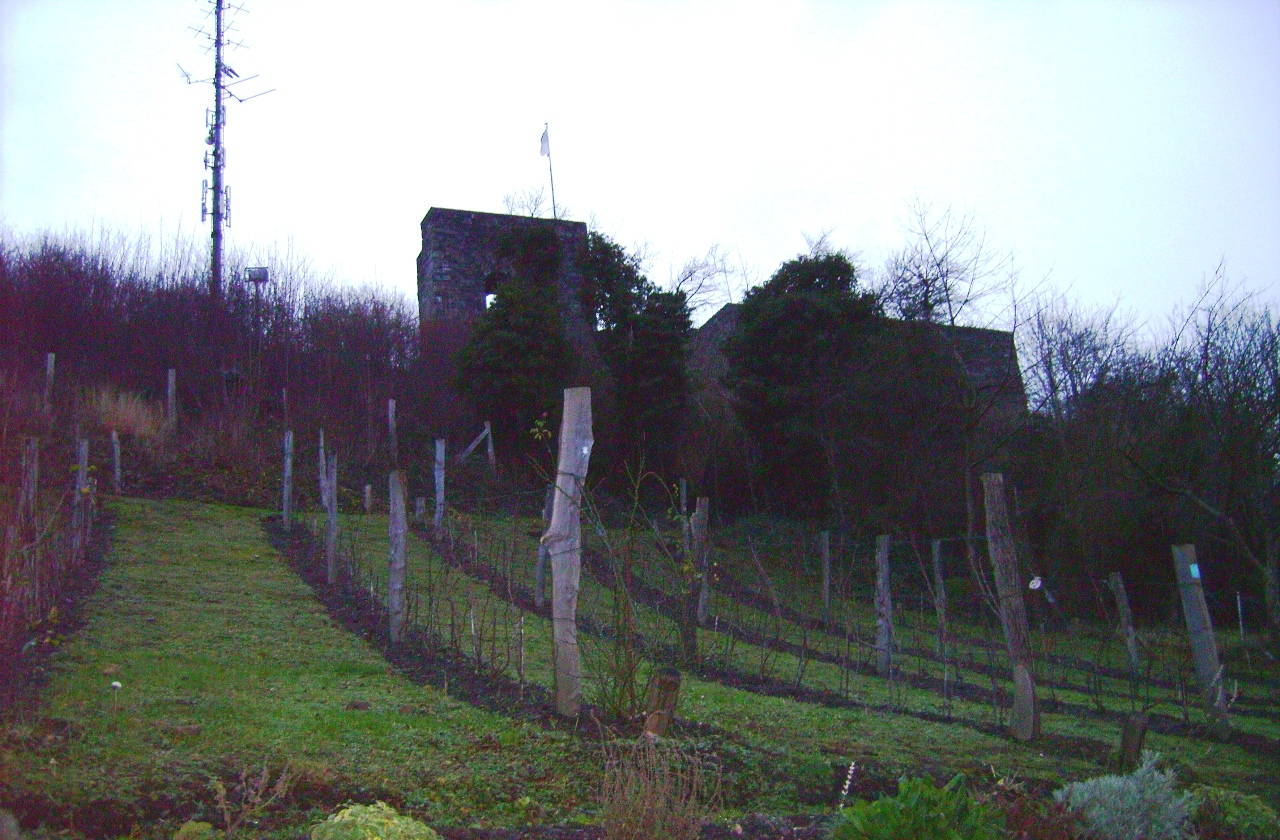
Weinberg unterhalb der Ruine

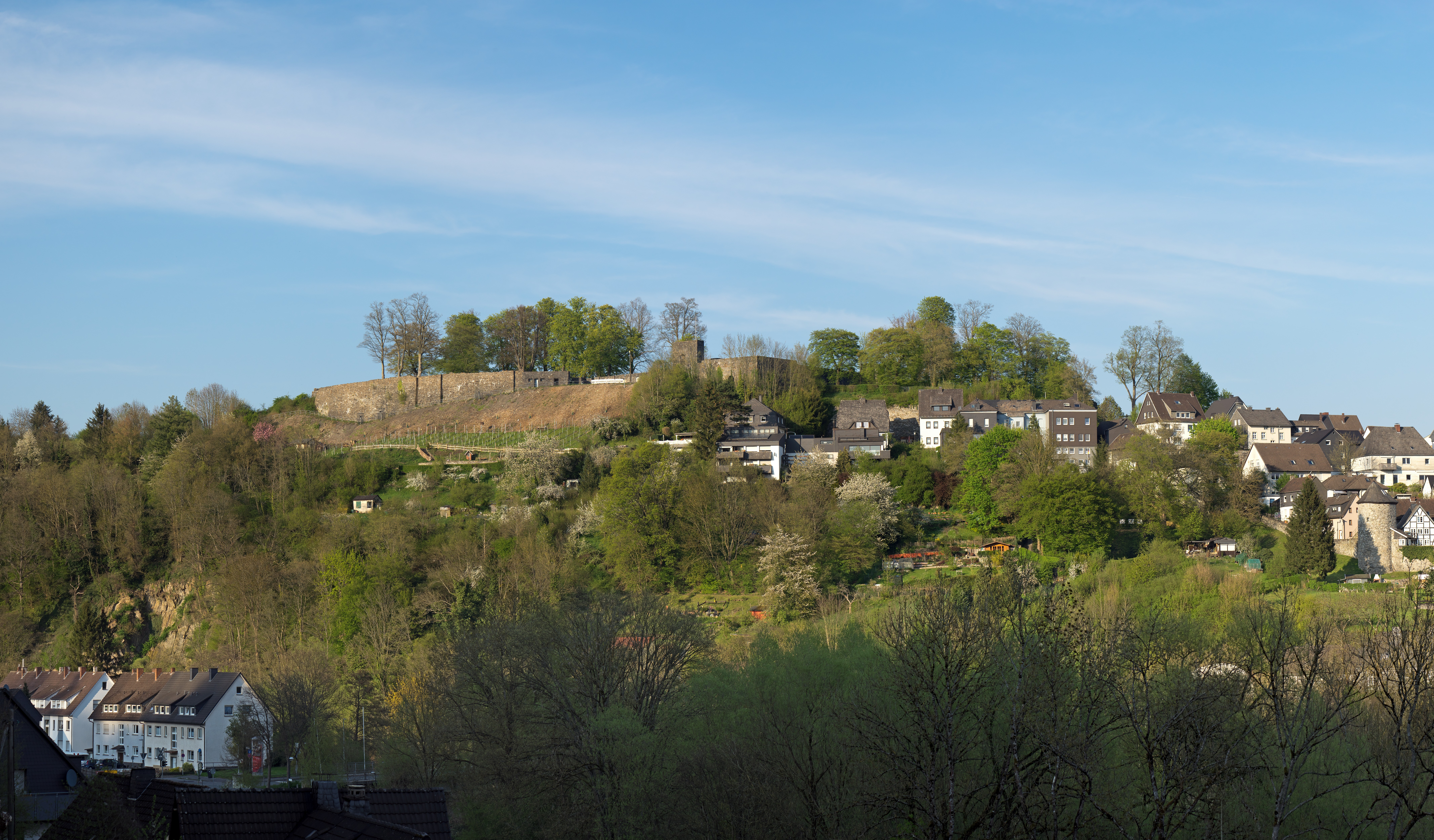
Ansicht des Schlossbergs von Südwesten nach Abbau der Sendeanlage

Es gab während des Kaiserreichs verschiedene Pläne auf dem Schlossberg einen Turm zu errichten. Im Jahr 1888 bewarb sich Arnsberg für ein zentrales Denkmal zur Erinnerung an Kaiser Wilhelm I. Dazu erschien eigens eine gedruckte Broschüre. Den Zuschlag bekam jedoch das Kaiser-Wilhelm-Denkmal an der Porta Westfalica. Ende des 19. Jahrhunderts kamen erneut Pläne für einen Denkmalbau auf. Dafür machte sich insbesondere der in Berlin lebende Architekt Engelbert Seibertz stark. Die Pläne von Seibertz sahen einen 45 m hohen Turm im romanischen Stil nach Art eines Bergfrieds vor. In einer Prunkhalle sollte eine überlebensgroße Statue von Wilhelm I. aufgestellt werden. Im ersten Stockwerk sollte ein Museum untergebracht werden. Hinzu sollte eine Gaststätte und eine Wohnung für den Hausmeister kommen. Für die Finanzierung warb ein Komitee um Spenden. Da diese nicht wie erhofft eingingen, wurden die ursprünglichen Pläne deutlich abgespeckt. Nach Jahren des Stillstandes kam das Thema 1913 wieder auf. Nun konkurrierten die Denkmalpläne mit Ideen das Schloss teilweise wieder aufzubauen. Der Erste Weltkrieg beendet beide Projekte.
Seit 1966 fand das Ruinenfest zum Sammeln von Spenden zum Erhalt und Sanierung der Ruine statt. In den 1970er Jahren wurden der Knappensaal und der Ostturm saniert. In den 1990er Jahren wurden Mauern saniert. Später wurde ein groß dimensioniertes Ehrenmal für Kriegsopfer an einen anderen Standort verlegt und ein Rundweg angelegt. Hinzu kommt unterhalb der Ruine ein an historische Vorbilder angelegter Weinberg.
An dem Mauerwerk traten in den letzten Jahren massive Schäden auf. Zeitweise musste der Zugang durch die Tore und der Rundweg um die Anlage gesperrt sowie Bögen abgestützt werden. Die Sanierung wird Jahre dauern. Parallel dazu wird seit einigen Jahren erneut über die Aufwertung der Anlage auch mit Blick auf den Tourismus diskutiert. Zu diesem Zweck hat sich ein eigner Verein „Zukunft Schlossberg“ gegründet. Für den Verein wichtig ist der grundsätzliche Erhalt des Parkcharakters des Plateaus. Daneben setzt auch er auf einen Turm als Anziehungspunkt. Die Stadt Arnsberg hat inzwischen eine Machbarkeitsstudie zur Freiraumgestaltung an ein Planungsbüro vergeben. Seit 1965 stand auf der Ruine der 42 m hohe Rundfunkfunkmast des Senders Schlossberg. Mit Blick auf die Aufwertung des Areals wurde der Pachtvertrag mit der Stadt nicht verlängert. Der Mast wurde am 7. April 2025 abgebaut.
Im Jahr 2020 fand eine erste Georadarmessung des Schlossplateaus statt. Auf dieser Basis fand 2023 eine erste archäologische Grabung der LWL-Archäologie für Westfalen statt. Dabei wurden teilweise durch Bomben beschädigte direkt auf den Fels aufsetzende Mauern gefunden. Die jüngere zweischalig vermörtelte Mauer hat eine Stärke von 1,30 bis 1,77 m. Nach Vergleich mit historischen Abbildungen dürfte es sich um eine den Bergfried und die mittelalterliche Schlosskapelle umschließende Struktur handeln. Zukünftige Grabungen können daran bei der Suche nach Resten der für die Anlage zentralen Gebäude anknüpfen.

## Schlossruine als Biotop

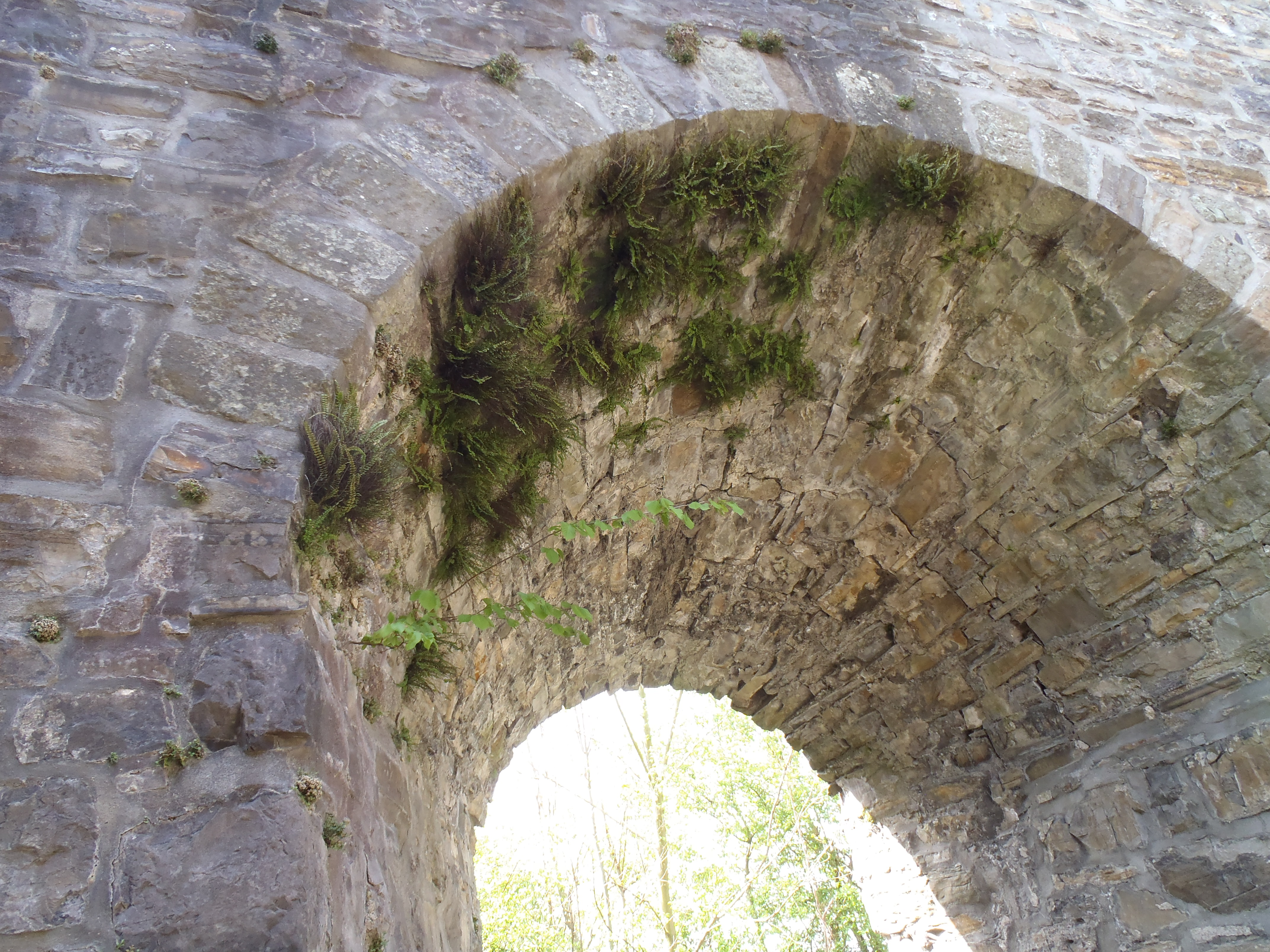
Braunstieliger Streifenfarn an Torbogen der Schlossruine

Die Schlossruine und Umgebung befindet sich im Biotopkataster vom Landesamt für Natur, Umwelt und Verbraucherschutz Nordrhein-Westfalen (LANUV) als gesetzlich geschütztes Biotop nach § 30 BNatSchG mit der Kennung BK-4514-0012 und der Bezeichnung Schlossberg in Arnsberg mit einer Flächengröße von 8.5426 ha. Die letzten noch nicht sanierten Burgmauer-Abschnitte stellen wertvolle Lebensräume ruinenbewohnende Mollusken und für die typische Mauerfugenvegetation, besonders im Südosten, Süden und Südwesten, dar. Es kommen mit z. T. seltenen Arten wie in Deutschland stark gefährdete Gitterstreifige Schließmundschnecke vor. Als Schutzziel für das Biotop Schlossberg in Arnsberg gibt die LANUV an: „Erhaltung naturnaher artenreicher Hang-(schutt-)wälder und Erhaltung der moos- und flechtenreichen typischen Mauerfugenvegetation und der ruinentypischen Molluskenfauna an noch nicht restautrierten historischen Gemäuern an der Ruine“. Es wurden die Molluskenarten Raue Schließmundschnecke (früherer Name Kleine Schließmundschnecke), Gemeine Achatschnecke, Glatte Schließmundschnecke, Genetzte Ackerschnecke, Rote Wegschnecke, Gefleckte Schüsselschnecke, Berg-Vielfraßschnecke, Spanische Wegschnecke, Graue Wegschnecke, Kleine Glanzschnecke, Steinpicker, Riemenschnecke, Weinbergschnecke, Schiefe Grasschnecke, Schwarzmündige Bänderschnecke, Gitterstreifige Schließmundschnecke, Garten-Bänderschnecke, Blindschnecke, Kugelige Glasschnecke, Moos-Puppenschnecke, Glatte Grasschnecke, Zweizähnige Schließmundschnecke, Maskenschnecke, Genabelte Strauchschnecke, Rötliche Laubschnecke, Keller-Glanzschnecke und Große Glanzschnecke nachgewiesen.
An den Mauern kommen die Pflanzenarten Mauerraute, Mauer-Zimbelkraut, Schöllkraut, Ruprechtskraut, Wald-Habichtskraut, Braunstieliger Streifenfarn, Sparrige Segge, Gewöhnlicher Wurmfarn, Zusammengedrücktes Rispengras, Kronblattloses Mastkraut, Schmalblättriges Greiskraut und Mäuseschwanz-Federschwingel vor.